# Estación Del Carril
Del Carril es una estación ferroviaria ubicada en la localidad rural del mismo nombre, partido de Saladillo, Provincia de Buenos Aires, Argentina.

## Servicios
No presta servicios de pasajeros desde el 13 de julio de 2018. Es una pequeña estación del ramal perteneciente al Ferrocarril General Roca, desde la estación Cañuelas hasta la estación Olavarría. Sus vías están concesionadas a la empresa privada de cargas Ferrosur Roca.
Desde principios de 2008 la estación ha vuelto al servicio de cargas de oleaginosas a través de la empresa concesionaria Ferroexpreso Pampeano.

## Historia
La estación fue inaugurada el 21 de septiembre de 1884 por la compañía Ferrocarril Oeste de Buenos Aires. Luego absorbida por Ferrocarriles del Sud, en (1898), actualmente ramal de la línea Roca.